# Speķrauši
Speķrauši, speķa rauši, speķa pīrāgi o speķa pīrādziņi (todas significan "pastel de carne y grasa", por lo general en forma diminutiva), a veces denominado coloquialmente pīrāgi o pīrādziņi (pastelillo  "pequeños pasteles") (aunque ello se aplica con cualquier tipo de relleno) es un panecillo letón alargado o en forma de media luna, a menudo contiene tocino y cebolla finamente picados. Los speķrauši miden entre 5 y 13 cm de largo, dependiendo si son un snack o una comida más abundante. Los speķrauši más pequeños a menudo son valorados por su delicadeza y se les considera el trabajo de un cocinero experimentado.
Al igual que con muchos platos nacionales, las familias letonas a menudo tienen su propia receta única para el plato, pero para ser llamado speķrauši tiene que mantener la forma de media luna y el relleno tiene que ser trozos de tocino. Debido a la cantidad de trabajo que implica hacer  speķrauši , normalmente se hacen solo para ocasiones especiales y en grandes cantidades. Sin embargo, se les encuentra también en la mayoría de las panaderías y pastelerías locales.

## Variantes
Otros rellenos comunes de estos panecillos ( pīrāgs)  incluyen tocino graso, lomo graso ( speķis ), mezclas de carnes molidas o finamente picadas (carne picada, jamón y pollo con o sin tocino), pescado, repollo, requesón prensado, repollo guisado o chucrut. Los  pīrāgi  vienen en dos variedades principales: panecill pīrāgi simple y panecillo pīrāgi para caldo o sopa (zupas o buljona pīrāgi). El panecillo  pīrāgi  viene con una mayor variedad de rellenos y se elabora con una masa con levadura. Los pīrāgi para caldo están hechos con masa de hojaldre con mantequilla, a menudo una masa de crema agria, y generalmente se rellenan con carne de res hervida o, a veces, pescado cocido. Estos deben comerse con una taza o tazón de buen caldo.

## Preparación
El día antes de hornear  pīrāgi , el cocinero suele pasar una o dos horas preparando la carne y la cebolla que se utilizará. El tocino y otras carnes grasas no se pican bien en un procesador de alimentos y tienden a engancharse en la cuchilla, por lo que el cocinero debe picarlas  a mano con cuchilla en cubos pequeños, de aproximadamente 2 mm. A veces, esto se facilita congelando la carne durante unos minutos. Otras carnes menos grasas (como la carne de res) tienden a convertirse en una pasta en el procesador de alimentos, por lo que si la carne aún no está molida, el cocinero la muele con una picadora manual o eléctrica.
El día de la cocción, el cocinero hace la masa. Esta es una masa de pan blanco bastante estándar, con una cantidad variable de grasa, según la receta de la familia en particular. Dejar que la masa se endurezca y leve lleva varias horas, tiempo durante el cual la carne del día anterior se saltea a fuego muy lento durante unos minutos para asegurar que los sabores del relleno se fundan un poco. Cuando la masa ha terminado de levar para el pan  pīrāgi , o la masa se ha enfriado para obtener lingotes de  pīrāgi , el cocinero suele utilizar uno de dos métodos para preparar el  pīrāgi  individual:
1. El cocinero toma unas tazas de masa y extiende todo el bulto con un rodillo, o solo el borde del bulto con un vaso. El cocinero toma una cucharada de relleno y la coloca sobre la masa a unos 3 centímetros de uno de los bordes. El cocinero dobla el borde de la masa sobre el relleno, pone un vaso sobre la masa y la pila de relleno y corta las dos capas de masa de un lado con el vaso para crear una masa en forma de media luna. La presión del vidrio que corta a través de la masa aprieta las dos capas de masa juntas por un lado abierto. La masa se reforma ligeramente para formar una forma oblonga o de media luna.
2. El cocinero toma un trozo de masa del tamaño de una nuez y lo aplana con un rodillo o con los dedos en un disco de masa redondo. Luego, se coloca una cucharada de relleno en el medio del disco de masa y dobla dos lados para formar una media luna, pellizcando los dos lados juntos. Luego, los bordes resultantes se doblan hacia abajo y se reforman para hacer una forma más oblonga o creciente.

Los pastelitos preparados se colocan en hileras en moldes, se dejan subir ligeramente, se untan con huevo y luego se hornean durante unos minutos.